# 亢宿四
亢宿四, λ Vir, 室女座λ，又名BD-12 4018，HD 125337、SAO 158489、HR 5359，是室女座的一颗恒星，视星等为4.52，位于銀經333.4，銀緯44.25，其B1900.0坐标为赤經14h 13m 41.8s，赤緯-12° 44.25′ 39″。